# Soulosse-sous-Saint-Élophe
Soulosse-sous-Saint-Élophe este o comună franceză situată în departamentul Vosges, în regiunea Grand Est.

## Geografie
Soulosse-sous-Saint-Élophe este situată în valea râului Vair, în aval de Autigny-la-Tour și la 6 km nord de Neufchâteau. Satul Soulosse ocupă o poziție centrală, în cotul unui meandru al râului. Pădurile acoperă în principal versantul umbros (ubac), în jurul satului Fruze, traversat de pârâul Frezelle, care provine din Rollainville. În final, Saint-Élophe și Brancourt sunt cele două sate situate pe versantul însorit (adret).
Comunele cele mai apropiate sunt Autigny-la-Tour la 2 km, Harchéchamp la 3 km, Moncel-sur-Vair, Rollainville și Barville la 4 km distanță. Orașul mare cel mai apropiat este Toul, aflat la 32 km.

### Comune limitrofe
| Maxey-sur-Meuse         | Ruppes Jubainville | Martigny-les-Gerbonvaux |
| Moncel-sur-Vair Coussey |                    | Autigny-la-Tour         |
| Neufchâteau             | Rollainville       | Barville                |

### Hidrografie
Comuna este situată în bazinul hidrografic al râului Meuse, în cadrul bazinului. Este drenată de râul Vair, pârâul Frezelle și pârâul Chaudrons.
Vair, cu o lungime totală de 65,3 km, își are izvorul în comuna Dombrot-le-Sec și se varsă în râul Meuse la Maxey-sur-Meuse, la granița cu Greux, după ce traversează 23 de comune.
Pârâul Frezelle, cu o lungime totală de 16,4 km, își are izvorul în comuna Rouvres-la-Chétive și se varsă în râul Vair pe teritoriul comunei, după ce traversează patru comune.

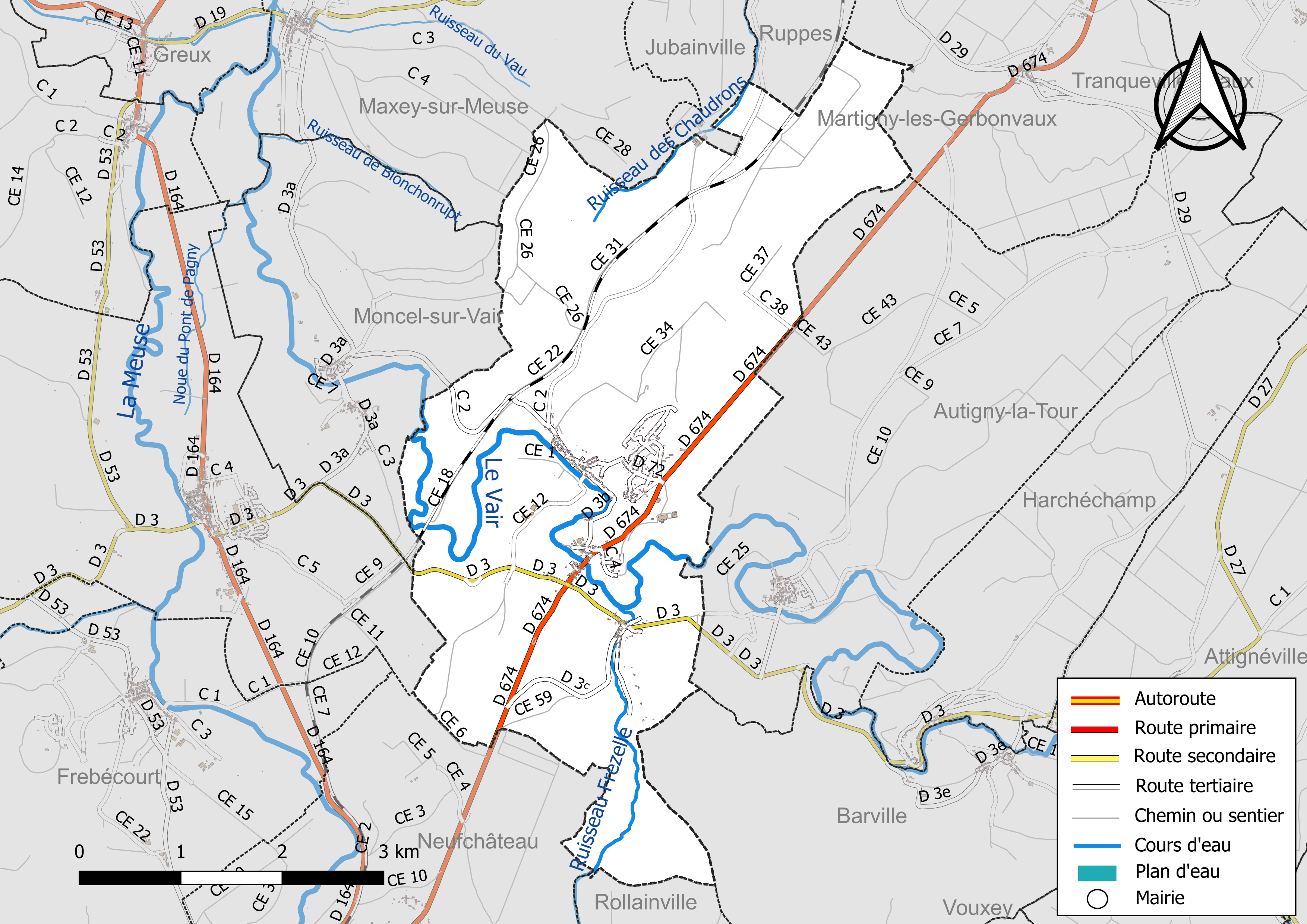
Rețelele hidrografice și rutiere Soulosse-sous-Saint-Élophe.

Calitatea apei și a cursurilor de apă poate fi consultată pe un site dedicat, gestionat de agențiile de apă și de Agenția Franceză pentru Biodiversitate.

### Clima
În 2010, clima comunei era de tip montan, conform unui studiu al Centrului Național de Cercetare Științifică (CNRS) pe baza unui set de date care acoperă perioada 1971-2000 bazat pe o serie de date din perioada 1971-2000. În 2020, Météo-France a publicat o tipologie a climatului pentru Franța metropolitană, în care comuna este caracterizată de un climat oceanic alterat și se află în regiunea climatică Lorena, platoul Langres și Morvan. Această zonă se distinge prin ierni aspre (1,5 °C), vânturi moderate și ceață frecventă în toamnă și iarnă.
Pentru perioada 1971-2000, temperatura medie anuală este de 9,6 °C, cu o amplitudine termică anuală de 16,7 °C. Cumulul anual mediu de precipitații este de 968 mm, cu 13,5 zile de precipitații în ianuarie și 9,5 zile în iulie. Pentru perioada 1991-2020, temperatura medie anuală observată la stația meteorologică Météo-France cea mai apropiată, „Rollainville”, situată în comuna Rollainville la 5 km în linie dreaptă, este de 10,3 °C și cumulul anual mediu de precipitații este de 860,3 mm. Temperatura maximă înregistrată la această stație este de 39,6 °C, atinsă pe 25 iulie 2019; temperatura minimă este de −18,2 °C, atinsă pe 20 decembrie 2009.
Parametrii climatici ai comunei au fost estimați pentru mijlocul secolului (2041-2070) conform diferitelor scenarii de emisie de gaze cu efect de seră, bazate pe noile proiecții climatice de referință DRIAS-2020. Aceștia pot fi consultați pe un site dedicat publicat de Météo-France în noiembrie 2022.

## Urbanism

### Tipologie
La 1 ianuarie 2024, Soulosse-sous-Saint-Élophe este clasificată ca o comună rurală cu habitat dispersat, conform noii grile comunale de densitate cu șapte niveluri, definită de INSEE (Institutul Național de Statistică și Studii Economice) în 2022. Ea este situată în afara unei unități urbane. De asemenea, comuna face parte din zona metropolitană a orașului Neufchâteau, fiind o comună din periferie. Această zonă, care cuprinde 72 de comune, este clasificată în categoriile de zone cu mai puțin de 50.000 de locuitori.

### Utilizarea terenului
Ocuparea terenurilor în comună, conform bazei de date europene de ocupare biogeografică a solurilor Corine Land Cover (CLC), este marcată de importanța teritoriilor agricole (61,1% în 2018), în scădere față de 1990 (62,5%). Distribuția detaliată în 2018 este următoarea: păduri (36,3%), terenuri arabile (30%), pajiști (28,8%), zone urbanizate (2,6%), zone agricole eterogene (2,2%). Evoluția ocupării terenurilor în comună și a infrastructurilor sale poate fi observată pe diferitele reprezentări cartografice ale teritoriului: harta Cassini (secolul XVIII), harta de stat-major (1820-1866) și hărțile sau fotografiile aeriene ale IGN pentru perioada actuală (1950 până în prezent).

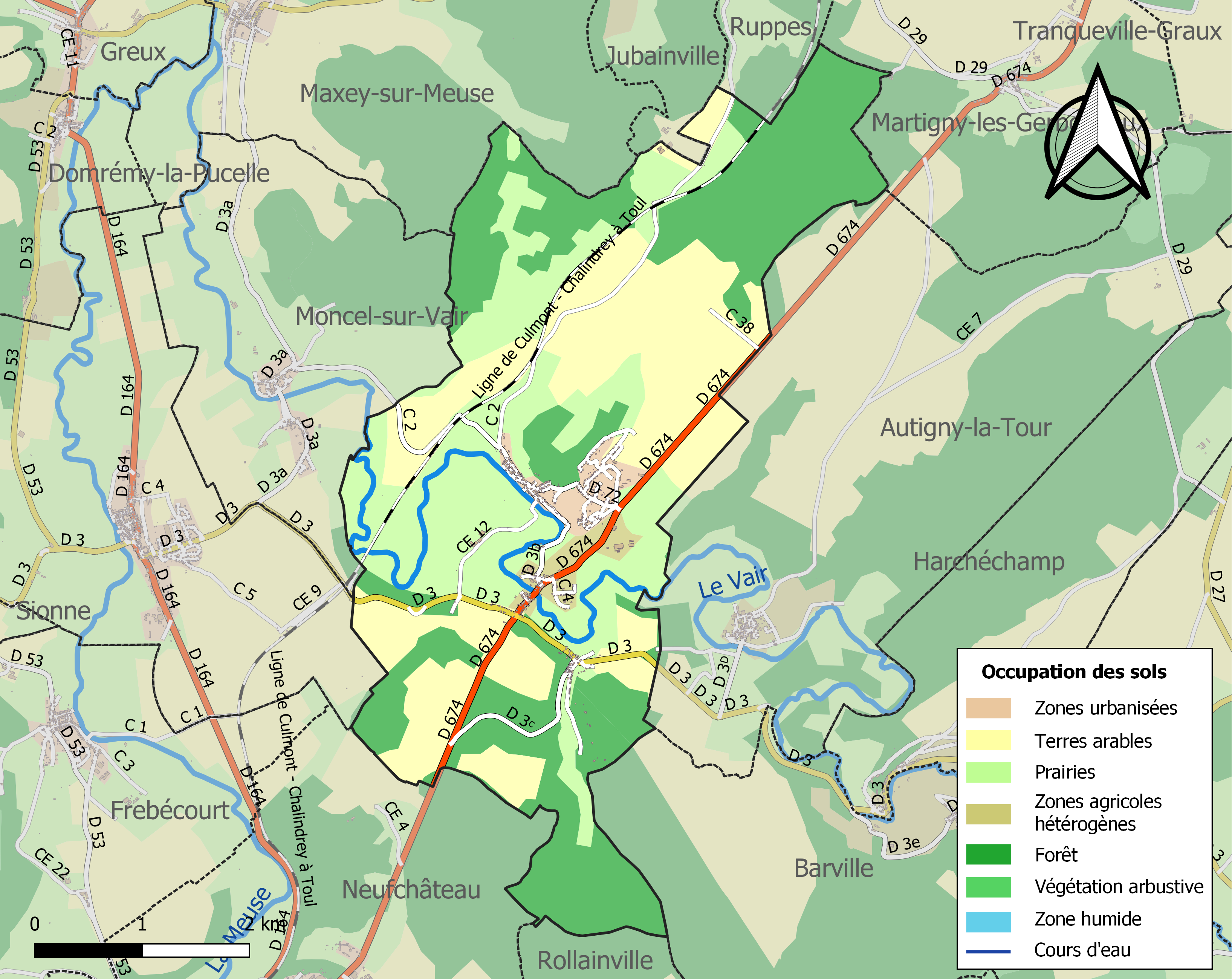
Harta infrastructurii și utilizării terenului a comunei în 2018 (CLC).

## Istorie
Drumul roman de la Lyon la Trier traverse domeniul comunal. Saint-Élophe ar putea corespunde cu vechea așezare Solimariaca, al cărei nume apare pe câteva inscripții monumentale descoperite, precum și în Itinerarium Antonini.
Ridicat probabil în contextul invaziilor barbare, un castrum a fost localizat în vale, pe situl Soulosse.
Comuna a fost înființată la 1 iulie 1964 prin fuziunea dintre Soulosse (88460), Saint-Élophe (88414), Brancourt (88072) și Fruze (88191).
- Satul Fruze (Frumentosa) avea 18 locuitori în 1710, 109 în 1803 și 138 în 1830. Fruze a aparținut odinioară baroniei Châtelet (Barville).
- Satul Brancourt a fost schimbat în 1279 de Jacques de Clermont, decanul din Toul, cu ducele Ferry du Châtelet, în schimbul satului Gémonville.

La începutul anului 2008, s-au deschis grădinița La Souris Verte și cantina.
Consiliul municipal din Soulosse-sous-Saint-Élophe s-a pronunțat în favoarea unui proiect de amplasare a unui depozit de deșeuri nucleare (tip FAVL), proiect despre care populația (majoritar opusă) nu a fost consultată. Până în prezent, candidatura comunei nu a fost acceptată. Soulosse este una dintre cele patru comune din Vosges care se află în această situație, alături de Aouze, Rouvres-en-Xaintois și Grand.

## Populația și societatea

### Date demografice
Evoluția numărului de locuitori este cunoscută prin recensămintele populației efectuate în comuna respectivă începând din 1793. Pentru comunele cu mai puțin de 10 000 de locuitori, un recensământ al întregii populații este realizat la fiecare cinci ani, populațiile legale pentru anii intermediari fiind estimate prin interpolare sau extrapolare. Pentru comuna respectivă, primul recensământ exhaustiv în cadrul noului dispozitiv a fost realizat în 2007.
În 2021, comuna număra 657 locuitori, în creștere cu 2,34 % față de 2015 (Vosges: −31,91 %, Franța fără Mayotte: +1,84%).
| An        | 1793 | 1821 | 1841 | 1856 | 1876 | 1886 | 1901 | 1921 | 1936 | 1962 | 1982 | 2006 | 2012 | 2021 |
| --------- | ---- | ---- | ---- | ---- | ---- | ---- | ---- | ---- | ---- | ---- | ---- | ---- | ---- | ---- |
| Populație | 92   | 99   | 163  | 171  | 145  | 178  | 108  | 111  | 95   | 82   | 520  | 581  | 635  | 657  |

## Cultura și patrimoniul local

### Locuri si monumente

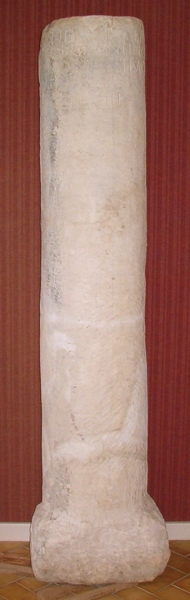
Piatră miliară

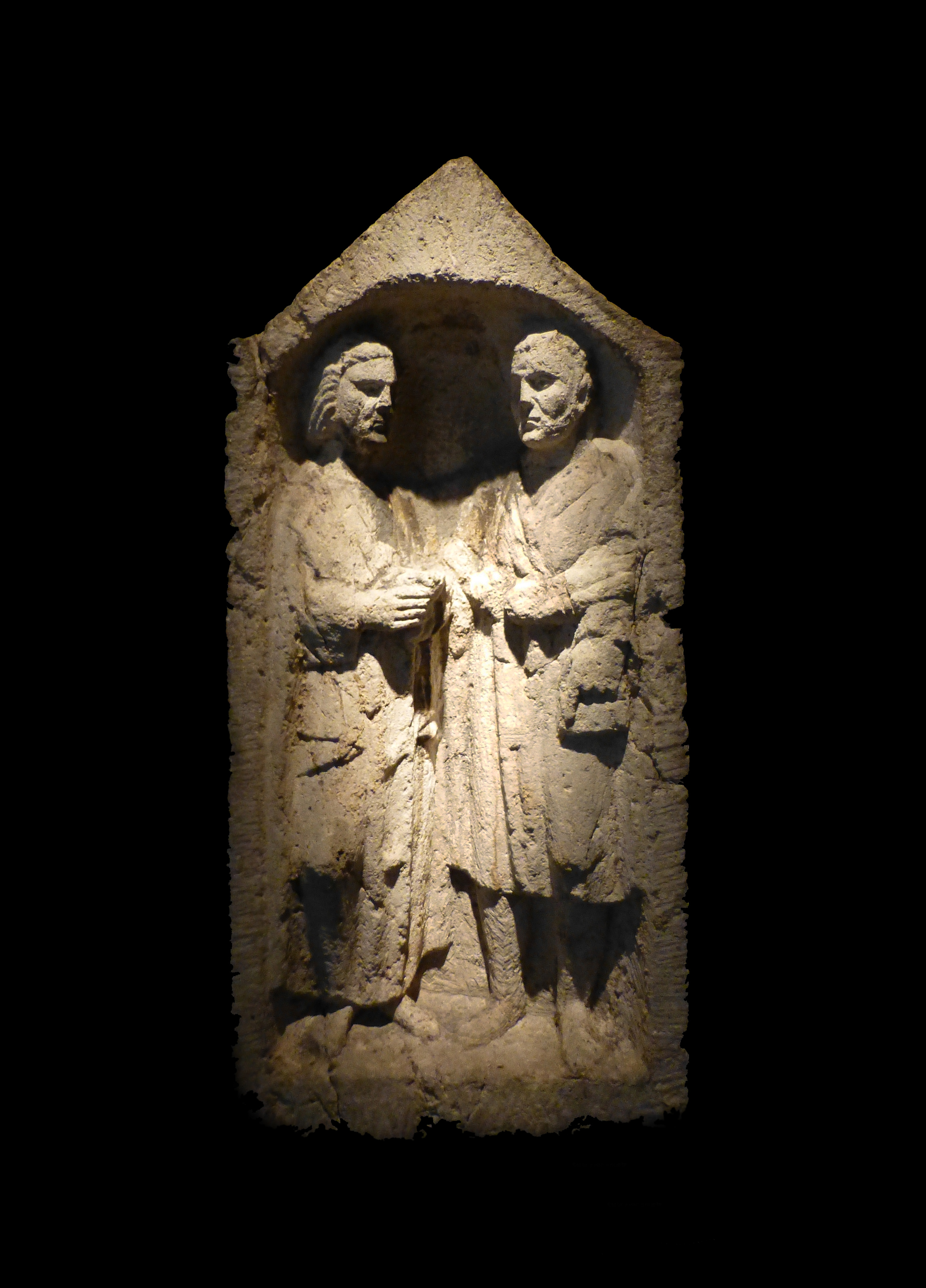
Stelă funerară gallo-romană descoperită la Soulosse.
Muzeul departamental de artă veche și contemporană din Épinal.

Un muzeu arheologic gallo-roman este amplasat la parterul primăriei. Toate descoperirile arheologice făcute în sat sunt expuse acolo: stele gallo-romane din secolele I-IV, borne miliare sau marcaje Leugary (în funcție de faptul că indică distanțe în mile romane sau în ligi galice), obiecte uzuale de zi cu zi... Muzeul este deschis în fiecare zi a anului, cu excepția zilei de sâmbătă, dar poate fi vizitat cu programare prealabilă. Vizita, ghidată și comentată, include biserica și parcursul sfântului Élophe. Legenda sfântului este povestită, de la capela Saint-Épéothe până la izvorul care țâșnește la trecerea lui Élophe, la piatra care s-a crăpat pentru a-l adăposti pe sfânt...
- Capela Sainte-Épéothe (sau Sainte-Epaïotte) secolul XV și XVI și fântâna miraculoasă[32][33][34][35].
- Biserica Saint-Élophe, construită în secolele XIII și XV, este înscrisă pe inventarul suplimentar al monumentelor istorice în martie 1926[36]. Biserica, o curiozitate prin amestecul stilurilor gotic și roman, prezintă un gisant și relicvele sfântului Élophe. Altădată, biserica avea pe acoperiș o mare statuie a sfântului, care a trebuit să fie scoasă deoarece compromitea soliditatea clădirii. Această mare statuie din piatră se află astăzi lângă biserică. Bourdonul (clopotul) bisericii este remarcabil prin dimensiunea sa (4,5 tone)[37]. Orga bisericii au fost construită în 1871 de Jean-Baptiste Alizant[38][39].
- Cimitirul[40] și intrarea sa din piatră, catalogate ca monument istoric în martie 1926[41].
- Moara și uzina de fabricare a metalelor[42].
- Viaductul.